# Takamatsu (książę)
Takamatsu no miya Nobuhito Shinnō (jap. 高松宮宣仁親王; ur. 3 stycznia 1905 w Tokio, zm. 3 lutego 1987 tamże) – książę japoński, komandor Japońskiej Cesarskiej Marynarki Wojennej.
Do 1913 używał tytułu książę Teru (Teru no miya). Był trzecim spośród czterech synów cesarza Taishō (Yoshihito) i cesarzowej Teimei (Sadako). Jego starszym bratem był kolejny cesarz Hirohito (Shōwa).
4 lutego 1930 poślubił arystokratkę Kikuko Tokugawę (wnuczkę ostatniego sioguna Yoshinobu Tokugawy). Para nie miała dzieci.
W 1930 odznaczony Orderem Orła Białego.